# Янковський Олексій Сергійович
Олексі́й Сергі́йович Янко́вський (15 грудня 1993, АР Крим — 24 липня 2022, с. Семигір'я, біля м. Бахмут, Донецька область) — український військовослужбовець, солдат Збройних сил України, учасник російсько-української війни. Кавалер ордена «За мужність» III ступеня (2022, посмертно).

## Життєпис
Олексій Янковський народився 15 грудня 1993 року в селищі Єди-Кую АР Крим. Навчався в ТНУ ім. В. І. Вернадського на факультеті філософії. Після початку анексії АР Крим з боку Російської Федерації Олексій брав активну участь у антиросійських мітингах. Через загрозу особистого переслідування з боку правоохоронних органів Російської Федерації Олексій був змушений переїхати до Львова, де й далі вивчав філософію у Львівському національному університеті імені Івана Франка.
Олексій дуже любив та сумував за домом у АР Крим. Мотивацією стати на захист Батьківщини в українсько-російській війні було, зокрема, визволення АР Крим.
У свій вільний час Олексій полюбляв багато читати, цікавився історією, кінематографією, писав вірші.
Від 2016 родина Олексій проживала в с. Млинівці (нині Зборівської громади Тернопільського району Тернопільської области). Загинув 24 липня 2022 року під час виконання служби у лавах Збройних сил України в районі м. Бахмут на Донеччині.
Похований 28 липня 2022 року в с. Млинівці.
Залишились батьки, сестра та дівчина.

## Нагороди
- орден «За мужність» III ступеня (12 серпня 2022, посмертно) — за особисту мужність і самовіддані дії, виявлені у захисті державного суверенітету та територіальної цілісності України, вірність військовій присязі[1].

## Вшанування
26-27 липня 2022 року оголошені днями жалоби на території Зборівської громади Тернопільського району.